# Nizozemská vlajka

Nizozemská vlajka
Poměr stran: 2:3

Vlajka Nizozemska je tvořena listem o poměru stran 2:3 se třemi vodorovnými pruhy v barvách červené, bílé a modré.
Každý z pruhů nese určitou symboliku. Červený pruh symbolizuje statečnost, sílu, hodnotu a odolnost, bílý mír a poctivost a modrý představuje ostražitost, pravdu, loajalitu, vytrvalost a spravedlnost.

Nizozemská lodní vlajka (Naval Jack) Poměr stran: 2:3
Nizozemská lodní vlajka (Civil Jack, neoficiální) Poměr stran: 2:3
Královská standarta Poměr stran: 1:1

## Historie
Vlajka pochází z doby povstání nizozemských protestantských provincií proti španělské nadvládě pod vedením prince Viléma Oranžského. O jeho vlajce – někdy jen oranžová, ale většinou oranžová, bílá a modrá – se poprvé mluví roku 1572. Po osvobození sedmi severních provincií od španělského obklíčení a vytvoření Republiky spojeného Nizozemí (1581) se tzv. „princova vlajka“ v livrejových barvách oranžského domu používala jako symbol generálních stavů společně s vlajkou se znakem Svobodného Nizozemí, od roku 1597 byla zavedená jako jediná nizozemská vlajka. Okolo roku 1630 a hlavně po roce 1648, kdy Španělsko uznalo nizozemskou nezávislost, byl pro lepší viditelnost na moři (hlavně však z politických důvodů) oranžový pruh nahrazený červeným (v roce 1796 bylo používání oranžové barvy výslovně zakázané).

Nizozemská tzv. „princova vlajka“ (Prinsenvlag) Poměr stran: 2:3
Vlajka sedmnácti provincií Poměr stran: 2:3
Vlajka batávské republiky Poměr stran: 2:3

### Vlajky ovlivněné nizozemskou vlajkou
Nizozemská vlajka jako první republikánská trikolóra na světě a jako symbol svobody byla vzorem všech dalších trikolór, tedy i francouzské, a byla podle ní vytvořená i ruská vlajka. Když se totiž ruský car Petr Veliký vrátil ze svého pobytu v Nizozemí, použil tady nabytých zkušeností při budování vlastního námořního loďstva a podle nizozemského vzoru navrhl i ruskou obchodní vlajku, změnil pouze pořadí barev vodorovných pruhů na trikolóru bílo-modro-červenou. Ta se potom stala i ruskou státní a národní vlajkou. V panslovanské éře 19. století si podle ní tvořily doposud nesvobodné slovanské národy vlastní vlajky, někdy beze změn, jindy s úpravami. První byli v roce 1835 Srbové, potom následovali Černohorci, Chorvati, Slovinci, Slováci a Bulhaři (tady byl modrý pruh nahrazený zeleným). Tak nizozemská vlajka nepřímo ovlivnila i vlajky některých slovanských národů, tedy i českou.

Ruská vlajka
Vlajka panslavistů
Lucemburská vlajka
Vlajka Transvaalu
Vlajka oranžského svobodného státu

## Vlajky nizozemských závislých území
Nizozemsko je mateřskou zemí několika závislých území v Karibiku, nacházejících se na ostrovech Malý Antil. Do roku 2010 existovaly Nizozemské Antily, jedna ze zemí Nizozemského království, která užívala vlastní vlajku (Vlajka Nizozemských Antil). 10. října 2010 byla země přeměněna na zvláštní správní obvod, užívající nizozemskou vlaku. Ostrovy tohoto administrativního celku (Bonaire, Svatý Eustach a Saba) užívají vlastní vlajky.

Vlajka Nizozemských Antil (1959-1986) Poměr stran: 2:3
Vlajka Bonairu Poměr stran: 2:3
Vlajka Saby Poměr stran: 2:3
Vlajka Svatého Eustacha Poměr stran: 2:3

Dalšími závislými územími jsou Aruba, Curaçao a nizozemská část ostrova Svatý Martin. Všechny celky užívají vlastní vlajku.

Vlajka Aruby Poměr stran: 2:3
Vlajka Curaçaa Poměr stran: 2:3
Vlajka Svatého Martina Poměr stran: 2:3

## Vlajky nizozemských provincií
Nizozemsko je členěno na dvanáct provincií, všechny užívají své vlajky.

Drenthe Poměr stran: 2:3
Flevoland Poměr stran: 2:3
Frísko Poměr stran: 9:13
Gelderland Poměr stran: 9:13
Groningen Poměr stran: 2:3
Jižní Holandsko Poměr stran: 2:3
Limburg Poměr stran: 2:3
Overijssel Poměr stran: 2:3
Severní Brabantsko Poměr stran: 2:3
Severní Holandsko Poměr stran: 2:3
Utrecht Poměr stran: 2:3
Zeeland Poměr stran: 2:3